# Cyathea nothofagorum
Cyathea nothofagorum är en ormbunkeart som beskrevs av Holtt. Cyathea nothofagorum ingår i släktet Cyathea och familjen Cyatheaceae. Inga underarter finns listade.